# Pam Kruse
Pam Kruse (n. 3 iunie 1950, Miami, Florida, SUA) este o înotătoare ce a reprezentat Statele Unite ale Americii, medaliată olimpică. A participat la o ediție a Jocurilor Olimpice (1968) în care a câștigat două medalii de argint.